# Oidorno

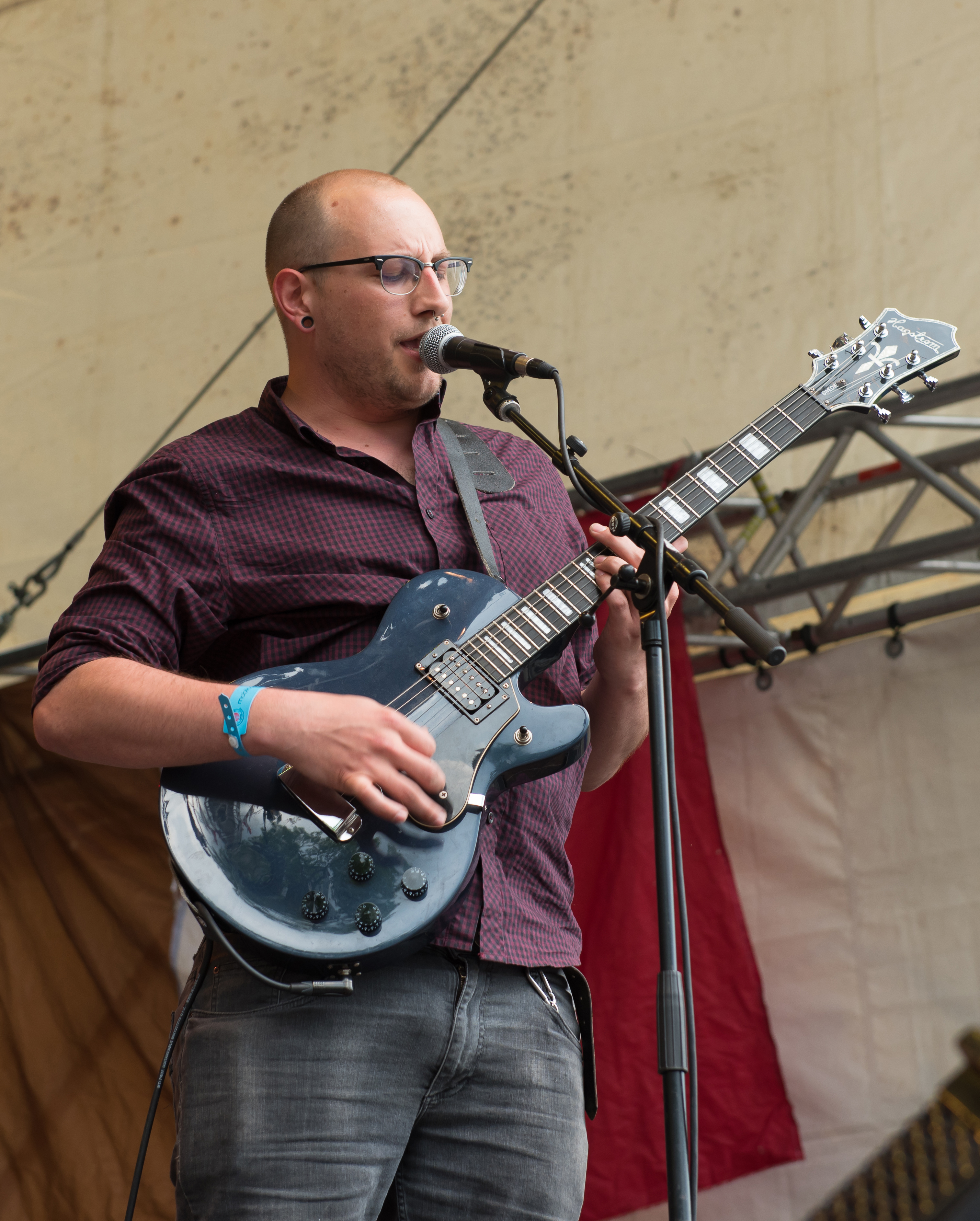
Oidorno beim Hafen Rock 2018

Oidorno ist eine antifaschistische, ironische Oi!-Band aus Hamburg. Der Name der Band setzt sich aus der Musikrichtung Oi! und dem Philosophen Theodor W. Adorno zusammen. Sie bezeichnet ihre Musik ironisch als „Diskurs-Oi“ (Anspielung auf Diskursrock).

## Geschichte
Die Band gründete sich im Jahr 2015 und spielte ihr erstes Konzert im Hamburger Liveclub Hafenklang. Bisher hat die Band zwei EPs auf dem Hamburger Label Audiolith veröffentlicht. Beide EPs erschienen 2025 zusammen auf der LP Greatest Hits.
Das Lied Auf’s Maul mit dem Rapper Destroy Degenhardt erreichte im Musikjahr 2019 den sechsten Platz nach Laut.de. Auf dem Cover von Le Roi C’est Moi (2019) ist der namensgebende Philosoph Theodor W. Adorno, der auch Teil des Bandlogos ist, auf einem Thron auf Bierdosen und -flaschen abgebildet. Im August 2019 verkündete die Band auf ihrer Facebook-Präsenz eine Pause. 2022 spielten sie als Supporting Act für Akne Kid Joe auf zwei Konzerten, 2023 beim Frühlingsfest des Punkrocks in Bremen mit Team Scheisse und in Wien mit Missstand.

## Diskografie
EPs
- Oi! the EP (2017)
- Le Roi C'est Moi (2019)

Compilation
- Greatest Hits (2025)